# Вікторс Ясьоніс
Вікторс Ясьоніс (латис. Viktors Jasjonis; народився 24 липня 1991, Лієпая, Латвія) — латвійський хокеїст, нападник. Виступає в лієпайському Металургсі. 